# Euosmolejeunea clausa
Euosmolejeunea clausa là một loài Rêu trong họ Lejeuneaceae. Loài này được (Nees & Mont.) A. Evans mô tả khoa học đầu tiên năm 1908.